# Chronica Slavorum
La Chronica Slavorum (originellement Chronica Sclavorum) ou Chronique des Slaves est une chronique médiévale qui fait état de la culture et de la religion pré-chrétienne des Slaves polabiens. Elle est écrite par Helmold (vers 1120-après 1177), un prêtre et historien saxon. Il y relate des événements en lien avec des tribus slaves du nord-ouest connues sous le nom de Wendes au moins jusqu'en 1171.

## Histoire
C'est une suite de l'ouvrage d'Adam de Brême Gesta Hammaburgensis ecclesiae pontificum ; elle sera elle-même suivie par les Arnoldi Chronica Slavorum d'Arnold de Lübeck.